# William Symington
William Symington, född i oktober 1763 i Leadhills, död den 22 mars 1831 i London, var en skotsk ingenjör och uppfinnare. 
Symington byggde en fungerande ångbåt.